# اشیاء آغازین و پایانی

شکل نموداری مجموعه‌های نوک‌تیز. این تصویر برای اجسام صفر جبری نیز صدق می‌کند

در نظریه رسته‌ها، شاخه‌ای از ریاضیات،  شی آغازین (به انگلیسی: Initial object) دسته C یک شی I در C است، به طوری که برای هر شی X در C دقیقاً یک ریخت I → X وجود دارد.
مفهوم دوگانه یک شی پایانی (به انگلیسی: terminal object) است (که عنصر پایانی نیز نامیده می‌شود): T پایانه است اگر برای هر شی X در C دقیقاً یک شکل X → T وجود داشته باشد. اشیاء اولیه را هم‌پایانه coterminal یا جهانی می‌نامند و اشیای پایانی را نهایی نیز می‌گویند.
اگر یک شی هم آغازین و هم پایانی باشد، شی صفر یا شی تهی نامیده می‌شود. یک دسته نوک‌تیز یک دسته با یک شی صفر است.
یک شی آغازین دقیق I چیزی است که برای آن هر شکلی به I یک یک‌ریختی است.